# Richard Rothe-Roth
Richard Rothe-Roth (* 24. März 1898 in Würzburg als Richard Roth, Namensänderung zu Rothe-Roth 1924; † 9. November 1972 in München) war ein deutscher Marineoffizier, zuletzt Konteradmiral im Zweiten Weltkrieg.

## Leben
Rothe-Roth wuchs in Würzburg auf und absolvierte das Abitur am dortigen Gymnasium. Nach dem Ersten Weltkrieg begann er ein Studium an der Universität München, wo er sich dem Corps Germania anschloss. Er nahm als aktiver Offizier an Freikorpskämpfen teil und war während der Weimarer Republik und im Dritten Reich Angehöriger der Marine. Nach dem Zweiten Weltkrieg setzte er sich in München zur Ruhe.

### Erster Weltkrieg
Rothe-Roth trat am 3. Oktober 1916 in die Kaiserliche Marine ein. Seine seemännische Grundausbildung erhielt er an Bord des Kreuzers Freya, danach nahm er im Frühjahr 1917 als Mitglied des 1. Matrosen-Artillerie-Regiments an Kämpfen in Flandern teil. Es folgten Verwendungen bei der Zerstörer-Flottille an der flandrischen Küste und weitere Ausbildungskurse, bis Kriegsende war Rothe-Roth für ein Jahr auf dem Kleinen Kreuzer Emden stationiert. Am 30. November 1918 wurde er als Fähnrich zur See verabschiedet. Er ging zunächst nach München, um zu studieren, hier schloss er sich dem Corps Germania an.

### Zwischenkriegszeit
Von März 1919 bis Januar 1920 war Rothe-Roth Mitglied der Marine-Brigade von Loewenfeld, war im Juni 1919 während des Verkehrsstreiks in Berlin eingesetzt und wurde dann nach Oberschlesien kommandiert. Während der Aufstände in Oberschlesien wurde er während des Winters 1919/1920 im Raum Breslau im Grenzschutz Ost eingesetzt.
Am 10. Januar 1920 wurde Rothe-Roth reaktiviert und war unter anderem Kommandant von Torpedo-Boot G 10 (1925/26) und von Torpedo-Boot S 19 (1928/30). Im Jahr 1933 wurde er für ein Jahr als 1. Torpedo-Offizier auf das Typschiff der Deutschland-Klasse, die später als Schwerer Kreuzer klassifizierte Deutschland (ab 1939 Lützow) kommandiert. Von September 1937 bis Dezember 1940 war Rothe-Roth Dritter Admiralstabsoffizier im Flottenkommando, unmittelbar danach bis Juni 1941 Erster Stabsoffizier beim 2. Flottenadmiral.

### Zweiter Weltkrieg
Vom 7. November 1941 bis zum 31. Januar 1943 war Rothe-Roth Chef des Stabes beim Kommandierenden Admiral Ägäis und anschließend vom 1. Februar 1943 bis zum 4. April 1944 Kommandant des Schweren Kreuzers Admiral Scheer.
Bis zum Kriegsende blieb Rothe-Roth Chef des Stabes beim Flottenkommando. Gleichzeitig war er vom 5. April 1944 bis zum 30. Juli 1944 kommissarischer Chef des Stabes beim Marinegruppenkommando Nord.
Rothe-Roth wurde am 23. Mai 1945 gemeinsam mit den Mitgliedern der geschäftsführenden Reichsregierung im Sonderbereich Mürwik von den Briten festgenommen und verbrachte drei Jahre in britischer und amerikanischer Gefangenschaft. Die meiste Zeit wurde er gemeinsam mit zahlreichen anderen Generalen und Admiralen der Wehrmacht im Special Camp IX gefangen gehalten. Nach seiner Entlassung am 4. Mai 1948 kehrte Rothe-Roth nach Deutschland zurück.

## Auszeichnungen
- Eisernes Kreuz (1914) II. Klasse
- Marineverwundetenabzeichen (1918) in Schwarz
- Wehrmacht-Dienstauszeichnung IV. bis II. Klasse
- Spange zum Eisernen Kreuz II. Klasse
- Eisernes Kreuz (1939) I. Klasse
- Flotten-Kriegsabzeichen